# Lymeon patruelis
Lymeon patruelis là một loài tò vò trong họ Ichneumonidae.